# عباس فارس
عباس فارس (22 أبريل 1902 - 13 فبراير 1978)، ممثل مصري. ارتبط اسمه في زمن الأفلام الأبيض والأسود، كما مثل في بعض الأفلام الملونة. ويعتبر كما ارتبط بأدوار الباشوية والعمودية. لعل من أشهر أدواره هو دور الشيخ العز بن عبد السلام في فيلم واإسلاماه. كذلك دوره في فيلم أبو حلموس حيث قام بدور ناظر الوقف المختلس الذي يقتنع بذكاء نجيب الريحاني في كيفية ضبط المستندات بعد الاختلاس

## حياته
ولد عباس فارس في حي المغربلين في القاهرة، عُرف التمثيل منذ الصغر، حيث شارك مع إحدى فرق الهواة في عرض بعنوان «شقاء الأبناء».
عند بلوغه الخامسة عشرة، انضم لفرقة جورج أبيض، وأسند إليه دور في مسرحية "ماكبيث" ودور آخر في مسرحية "عطيل" وكلتاهما مسرحيتان شهيرتين لويليام شيكسبير. انضم لاحقا لفرقة نجيب الريحاني وشارك معه في أوبريت "العشرة الطيبة، تلحين سيد درويش.
بدأ مشواره في السينما عام 1929 في فيلم «بنت النيل», تأليف وبطولة عزيزة أمير، ومن إخراج عمر وصفي، حيث جسّد شخصية «حسن أفندي».
كما شارك في الفيلم الأمريكي Egypt by three في دور «الشيخ», بطولة الممثل جوزيف كوتن -دور الراوي-، آن ستانفيل، وجاكي كرافن، ومن إخراج فيكتور أستلوف.
آخر أعماله الفنية كانت المشاركة في فيلم «العنيد» عام 1973, بطولة فريد شوقي، ناهد شريف، محمد رضا، وتوفيق الدقن، إخراج حسن الصيفي.

## أعماله

### أفلام
| - العنيد:1973-زكي سليم / مرسي أبودومة - خلي بالك من زوزو:1972-كامل الشنواني - والد سعيد - آدم والنساء:1971 - موسيقى وجاسوسية وحب:1971 - هاربات من الحب:1970 - لسنا ملائكة:1970-الحاج ياسين - السراب:1970-جد كامل - حب وخيانة:1968-شافعي عبد الرؤوف - الزواج على الطريقة الحديثة:1968 - أشجع رجل في العالم:1968-الحاج حسين عربجي الحنطور - المليونير المزيف:1968-الخواجة موصيري دويك - وا إسلاماه:1961-الشيخ العز بن عبد السلام - أنا العدالة:1961-ماهر سلّام - موعد مع الماضي:1961-زكي - العاشقة:1960-ممدوح باشا عبد الفتاح - شجرة العائلة:1960-شكري باشا طابوزادة - نهاية الطريق:1960-الحاج عبده - قيس وليلى:1960 - لن أعود:1959-شاكر - ليلى بنت الشاطئ:1959-المعلم كامل عطيه - المليونير الفقير:1959-المحتال +سامي سامي سامي - بنت البادية:1958-مناع - خالد بن الوليد:1958-أبو عبيدة بن الجراح | - حملة أبرهه على بيت الله الحرام:1957-أبرهة الأشرم - كفاية يا عين:1956-حافظ - حب وإعدام:1956-عبد الحميد سليمان - فجر:1955-عم إبراهيم - البوسطجي - الوحش:1954-رضوان باشا - السيد البدوي:1953-السيد البدوي - ثلاث قصص مصرية:1953 - ماليش حد:1953-سالم الفرماوي - أرض الأبطال:1953 - السماء لا تنام:1952-شكري بك - مسمار جحا:1952-جحا - انتصار الإسلام:1952 - ظهور الإسلام:1951-ورقة بن نوفل - خضرة والسندباد القبلي:1951-المجنون - الشرف غالي:1951 - فرجت:1951-أبو الخير - حكم القوي:1951-رستم بيه المحامي - وداعًا يا غرامي:1951-صبحي - ليلة غرام:1951-عبد اللطيف بيه - ظلموني الناس:1950-طاهر أفندي شرف - أفراح:1950 - بلدي وخفة:1950 - ذو الوجهين:1949 | - العيش والملح:1949-بهجت بيه - إجازة في جهنم:1949-أدهم بيه - حب لا يموت:1948 - أحكام العرب:1947 - عدو المجتمع:1947-بغدادي عبد الحميد/رأفت بيه حمدي - أبو حلموس:1947-عبد الحميد بيك فتح الباب - عواصف:1946 - النائب العام:1946-ثابت النائب العام - اليتيمة:1946 - الخطيئة:1946 - كازينو اللطافة:1945 - الجنس اللطيف:1945 - رابحة:1945 - جمال ودلال:1945 - القرش الأبيض:1945-صادق بيه البلقاني - من الجاني:1944-عمر منصور البرقي - قضية اليوم:1943 - ماجدة:1943 - البؤساء:1943-الشرقاوي/عبد الفتاح باشا شريف - بنت الشيخ:1943 - الستات في خطر:1942 - عايدة:1942-أمين باشا - اخيرا تزوجت:1942 | - أحلام الشباب:1942-بسيوني - العريس الخامس:1942-العريس الأول رشيد بك - بنت ذوات:1942 - رباب:1942-عثمان بك - أولاد الفقراء:1942-الباشا فؤاد عبد السميع - امرأة خطرة:1941 - إلى الأبد:1941 - يوم سعيد:1940-والد ليلى العامرية - تحت السلاح:1940 - فتاة متمردة:1940 - قيس وليلى:1939 - العزيمة:1939-الباشا المدير - فتش عن المرأة:1939 - دنانير:1939-الخليفة هارون الرشيد - خلف الحبايب:1939 - أجنحة الصحراء:1939 - نفوس حائرة:1938 - ليلى بنت الصحراء:1937 - نشيد الأمل:1937-إسماعيل - ليلى البدوية:1937 - الغندورة:1935 - بنت النيل:1929-حسن أفندي |

### مسلسل إذاعي
| - الكنفاني - أنف وثلاث عيون - الأمل المشرق-تحسين - ليلة الفرح - تعبان جدًا | - زقزوق وأولاده في العيد - عروسة لزوجي-العم - مدرسة المشاغبين-الناظر - العتبة جزاز - دكتور ياميش | - ردت الروح - ستائر الدخان - النجمة - حكم الزمن |

### مسرحيات
| - حلاوة زمان:1971 - علي جناح التبريزي وتابعه قفة:1969 - مسحوق الذكاء:1967-السلطان - يا مين يخلصني:1965 - كان غيرك اشطر:1961 | - خليني اتبحبح يوم:1961-خلف الله - يا ريتني ما اتجوزت:1960-الاستاذ مخلوف - حسن ومرقص وكوهين:1960-كوهين - 30 يوم في السجن:1959-إسماعيل بيه جرجير - حماتي بوليس دولي:1958 | - أشوف أمورك أستعجب:1958 - لزقة إنجليزي:1956 - إبليس و شركاه:1955-متولي الطمبلاوي - الستات لبعضيهم:1955 - أهل الكهف:1935 | - الحماة:1926 - المرأة الجديدة:1926 - علي بابا:1926 - شهرزاد:1921 - أوعى تعكر دمك |

### أخرى
- مسلسل بعد العذاب:1969
- أوبرا أوبريت العشرة الطيبة:1920

## وفاته
توفي عباس فارس في منزله بالعباسية في 13 فبراير 1978 عن عمر ناهز ال76 عاما.

## روابط خارجية
- عباس فارس على موقع IMDb (الإنجليزية)
- عباس فارس على موقع الدهليز
- عباس فارس على موقع قاعدة بيانات الأفلام العربية
- عباس فارس على موقع ألو سيني (الفرنسية)
- عباس فارس على موقع قاعدة بيانات الفيلم (الإنجليزية)
- عباس فارس على موقع كينوبويسك (الروسية)